# Geoffrey Ingram Taylor
Geoffrey Ingram Taylor   (St. John's Wood i Londres, 7 de març de 1886 - Cambridge, 27 de juny de 1975) fou un físic i matemàtic britànic, important en els camps de dinàmica de fluids i de la teoria d'ones. El seu biògraf i estudiant George Batchelor el va descriure com «un dels científics més notables d'aquest segle [xx]».

## Primers anys de vida i educació
Taylor va néixer a St. John's Wood a Londres. El seu pare, Edward Ingram Taylor, era un artista, i la seva mare, Margaret Boole, provenia d'una família de matemàtics (la seva tia era Alicia Boole Stott) i el seu avi era George Boole). De petit, va quedar fascinat per la ciència després d'haver assistit a les conferències de Nadal de la Royal Institution i va dur a terme experiments amb rodets de pintura i cinta adhesiva. Taylor va llegir matemàtiques i física al Trinity College de Cambridge entre 1905 i 1908. Després va obtenir una beca per continuar a Cambridge amb J.J. Thomson.

## Carrera i investigació
Taylor és el més conegut per als estudiosos de la física pel seu primer article, publicat quan encara era estudiant, en la qual va demostrar que la interferència de la llum produïda franges visibles fins i tot amb fonts de llum extremadament febles.
Els efectes d'interferència es van produir amb la llum procedent d'una llum de gas, atenuada a través d'una sèrie de plaques de vidre fosc, que es difracten al voltant d'una agulla de costura. Es van requerir tres mesos per produir una exposició suficient de la placa fotogràfica, i la llegenda diu que durant aquest temps, Taylor va estar jugant a la càmera. El document no esmenta quanta de llum (fotons) i no fa referència al document d'Einstein sobre l'efecte fotoelèctric de 1905, però avui el resultat es pot interpretar dient que menys d'un fotó de mitjana estava present a la vegada. Un cop acceptada àmpliament ca. 1927 que el camp electromagnètic va ser quantificat, l'experiment de Taylor va començar a presentar-se en tractaments pedagògics com a evidència que els efectes de la interferència amb la llum no es poden interpretar en termes d'un fotó que interfereixi amb un altre fotó; que, de fet, un fotó únic ha de ser Viatge a través de dues ranures d'un aparell de doble ranura. La comprensió moderna del subjecte ha demostrat que les condicions de l'experiment de Taylor no eren realment suficients per demostrar-ho, ja que la font de llum no era de fet una font de fotons únics, sinó que l'experiment es va reproduir el 1986 amb una font de fotons únics, i es va obtenir el mateix resultat.
Va seguir aquest treball amb ones de xoc, guanyant un premi Smith. El 1910 va ser elegit membre d'una beca al Trinity College i l'any següent va ser nomenat membre de la meteorologia, convertint-se en lector en meteorologia dinàmica. El seu treball sobre la turbulència a l'atmosfera va provocar la publicació de Turbulent motion in fluids, que li va valer el Premi Adams el 1915.
El 1913, Taylor va treballar com a meteoròleg a bord del vaixell Patrulla de Gel Scotia, on les seves observacions van ser la base del seu treball posterior sobre un model teòric de mescla de l'aire. En el començament de la Primera Guerra Mundial, va ser enviat a la Royal Aircraft Factory de Farnborough, per aplicar els seus coneixements al disseny d'avions, treballant, entre altres coses, en l'estrès dels eixos d'hèlix. No content només per seure i fer la ciència, també va aprendre a volar avions i fer salts en paracaigudes.
Després de la guerra, Taylor va tornar al Trinity i va treballar en una aplicació del flux turbulent a l'oceanografia. També va treballar en el problema dels cossos que passaven per un fluid rotatiu. El 1923 va ser nomenat professor de recerca de la Royal Society com a professor de recerca Yarrow. Això li va permetre deixar d'ensenyar, el que havia estat fent durant els quatre anys anteriors, i que tant li disgustava i pel que no tenia gran aptitud. Va ser en aquest període que va fer el seu treball més ampli sobre mecànica de fluids i mecànica de sòlids, incloses investigacions sobre la deformació de materials cristal·lins que van seguir de la seva obra de guerra a Farnborough. També va produir una altra contribució important al flux turbulent, on va introduir un nou enfocament mitjançant un estudi estadístic de les fluctuacions de la velocitat.
El 1934, Taylor, aproximadament simultàniament amb Michael Polanyi i Egon Orowan, es va adonar que la deformació plàstica dels materials dúctils es podria explicar en termes de la teoria de les dislocacions desenvolupades per Vito Volterra el 1905. La comprensió era fonamental per desenvolupar la ciència moderna de la mecànica sòlida.

### El Projecte Manhattan
Durant la Segona Guerra Mundial, Taylor va tornar a aplicar la seva experiència en problemes militars, com ara la propagació d'explosions explosives, estudiant ambdues ones en aire i en explosions submarines. Taylor va ser enviat als Estats Units el 1944–1945 com a part de la delegació britànica al Projecte Manhattan. A Los Álamos, Taylor va ajudar a resoldre problemes d'inestabilitat de la implosió en el desenvolupament d'armes atòmiques, especialment la bomba de plutoni utilitzada a Nagasaki el 9 d'agost de 1945.
El 1944 també va rebre el seu títol de cavaller i la Medalla Copley de la Royal Society.
Taylor va estar present a la Trinity (prova nuclear), el 16 de juliol de 1945, com a part de la «Llista VIP» del General Leslie Groves de només 10 persones que van observar la prova de la Compania Hill, a unes 20 milles (32 km) al nord-oest de la torre de tir. Per un estrany gir, Joan Hinton, un altre descendent directe del matemàtic, George Boole, havia estat treballant en el mateix projecte i va ser testimoni de l'esdeveniment de manera extraoficial. Es van reunir en aquell moment, però després van seguir diferents camins: Joan, que es va oposar fermament a les armes nuclears, a desertar de la Xina de Mao, a Taylor al llarg de la seva carrera, l'opinió de la política governamental no estava dins de l'àmbit científic.
El 1950, va publicar dos articles que estimaven el rendiment de l'explosió utilitzant el teorema de Buckingham Pi i imatges fotogràfiques d'alta velocitat d'aquesta prova, que contenia les marques de temps i l'escala física del radi d'explosió, que havia estat publicada a la revista Life. La seva estimació de 22 kt va ser molt propera al valor acceptat de 20 kt, que encara era altament classificat en aquell moment.

### Vida posterior
Taylor va continuar la seva investigació després de la guerra, servint al Comitè de Recerca Aeronàutica i treballant en el desenvolupament d'avions supersònics. Tot i que es va retirar oficialment el 1952, va continuar la investigació durant els següents vint anys, concentrant-se en els problemes que es podrien atacar amb un equip simple. Això va conduir a avenços com a mètode per mesurar el segon coeficient de viscositat. Taylor va idear un líquid incompressible amb bombolles de gas separades en suspensió. La dissipació de gas en el líquid durant l'expansió va ser una conseqüència de la viscositat de tall del líquid. D'aquesta manera, la viscositat en massa es podria calcular fàcilment. El seu últim treball va incloure la dispersió longitudinal en el flux en tubs, el moviment a través de superfícies poroses i la dinàmica de les làmines de líquids.
Els aspectes de la vida de Taylor sovint es trobaven expressats en la seva obra. El seu gran interès pel moviment de l'aire i de l'aigua, i per extensió els seus estudis sobre el moviment de les criatures marines unicel·lulars i del clima, estaven relacionats amb el seu amor de per vida a la vela. Als anys trenta va inventar l'àncora CQR, que era alhora més forta i més manejable que qualsevol altre que s'utilitzés, i que s'utilitzava per a tota mena d'embarcacions petites, incloses els hidroavions.
En un dels seus últims treballs de recerca, publicar el 1969, quan tenia 83 anys, va reprendre el seu interès per l'activitat elèctrica en tempestes elèctriques, com a jets de conducció de líquid motivats per camps elèctrics. El con des del qual s'observen aquests jets s'anomena el con de Taylor, en honor seu. El mateix any, Taylor va rebre la Medalla i el Premi A. A. Griffith i va ser nomenat per l'Orde del Mèrit.

## Vida personal
Taylor es va casar amb Grace Stephanie Frances Ravenhill, una professora d'escola el 1925. Van romandre junts fins a la mort de Stephanie el 1965. Va patir un atac cerebral greu el 1972 que va posar fi amb el seu treball. Va morir a Cambridge el 1975.